# Midnight Club: Street Racing
Midnight Club: Street Racing est un jeu vidéo de course développé par Angel Studios et édité par Rockstar Games, sorti en 2000 sur PlayStation 2 et Game Boy Advance.

## Accueil
- GameSpot : 8,4/10 (PS2)[1]
- Jeuxvideo.com : 17/20 (PS2)[2] - 7/20 (GBA)[3]